# Werner Kempf
Werner Kempf (9. marts 1886 – 6. januar 1964) var en general i den tyske hær. Kempf er bedst kendt for at lede hærens afdeling Kempf under slaget ved Kursk .
Kempf sluttede sig til den kejserlige tyske hær i 1905; efter 1. verdenskrig tjente han i Reichswehr og senere Wehrmacht . I oktober 1937 overtog Kempf kommandoen over den nydannede 4. panserbrigade; i januar 1939 blev han forfremmet til Generalmajor .

## Werner Kempf under Anden Verdenskrig
I begyndelsen af Anden Verdenskrig i Europa deltog han i invasionen af Polen  som kommandor for panserdivision Kempf. Denne panserdivision stod bag Zakroczym massakreret, hvor det siges at der blev dræbt 500 soldater og 100 civile.
I 1939 og 1940 ledede Kempf den 6. panserdivision i slaget om Frankrig .  Han blev tildelt Ridderkorset af Jernkorset den 3. juni 1940 for sin rolle i kampagnen og blev forfremmet til Generalleutnant den 1. august 1940. Den 6. januar 1941 blev han beordret til at danne XXXXVIII Army Corps (motoriseret) Med dette korps deltog Kempf i Operation Barbarossa, invasionen af Sovjetunionen, der startede den 22. juni 1941, som en del af Panzergruppe 1 fra Army Group South,  hvor korpset deltog i Slaget ved Uman og Slaget ved Kiev (1941).
Fra 5. maj 1942 var han kommanderende general for XXXXVIII Panzer Corps. I juli 1943 deltog han i slaget ved Kursk som chef for hærens afdeling Kempf . Fra maj til september 1944 var han chef for Wehrmacht i Baltikum.
Han blev fanget maj, 1945, og blev løsladt i 1947.

## Titler
- Jernkors (1914) 2. klasse (15. september 1914) & 1. klasse (28. februar 1916) [2]
- Lås til jernkorset (1939) 2. klasse (15. september 1939) & 1. klasse (28. september 1939) [2]
- Ridderkors af jernkorset med egeblade